# Giovanni Lodetti
Giovanni Lodetti (10. srpen 1942, Caselle Lurani, Italské království – 22. září 2023) byl italský fotbalový záložník.
V 15 letech nastoupil do mládežnické akademie v Miláně a debut si odehrál 15. dubna 1961 proti SPALu (3:0). U Rossoneri zůstal věrný devět sezon a získal s nimi celkem devět trofejí. Slavil dvakrát titul v lize (1961/62, 1967/68) a také pohár PMEZ (1961/62, 1968/69). Po jedné trofeji má za vítězství v italském poháru (1966/67), poháru PVP (1967/68) a také Interkontinentální pohár (1969). Celkem za ně odehrál 288 utkání a vstřelil 26 branek. V roce 1970 odešel do Sampdorie, kde odehrál čtyři sezony do roku 1974. Poté odešel do druholigové Foggie. Zde pomohl ve druhé sezoně k postupu do nejvyšší ligy. Kariéru zakončil v dresu Novary v roce 1978.
Za reprezentací odehrál 17 utkání a vstřelil 2 branky. Má zlatou medaili z ME 1968. Zúčastnil se též MS 1966.

## Hráčská statistika
| Sezóna  | Klub      | Liga    | Liga   | Liga | Ligové poháry | Ligové poháry | Ligové poháry | Kontinentální poháry | Kontinentální poháry | Kontinentální poháry | Celkem | Celkem |
| Sezóna  | Klub      | Soutěž  | Zápasy | Góly | Soutěž        | Zápasy        | Góly          | Soutěž               | Zápasy               | Góly                 | Zápasy | Góly   |
| ------- | --------- | ------- | ------ | ---- | ------------- | ------------- | ------------- | -------------------- | -------------------- | -------------------- | ------ | ------ |
| 1961/62 | Milán     | Serie A | 1      | 0    | IP            | 0             | 0             | Vel.P                | 0                    | 0                    | 1      | 0      |
| 1962/63 | Milán     | Serie A | 10     | 1    | IP            | 1             | 0             | PMEZ                 | 0                    | 0                    | 11     | 1      |
| 1963/64 | Milán     | Serie A | 24     | 1    | IP            | 0             | 0             | PMEZ+Int.P           | 2+3                  | 2+0                  | 29     | 3      |
| 1964/65 | Milán     | Serie A | 34     | 4    | IP            | 1             | 0             | Vel.P                | 1                    | 0                    | 36     | 4      |
| 1965/66 | Milán     | Serie A | 27     | 2    | IP            | 0             | 0             | Vel.P                | 5                    | 1                    | 32     | 3      |
| 1966/67 | Milán     | Serie A | 33     | 3    | IP            | 6             | 2             | Stř.P                | 1                    | 0                    | 40     | 5      |
| 1967/68 | Milán     | Serie A | 29     | 2    | IP            | 10            | 2             | PVP                  | 10                   | 0                    | 49     | 4      |
| 1968/69 | Milán     | Serie A | 30     | 1    | IP            | 4             | 0             | PMEZ                 | 7                    | 0                    | 41     | 0      |
| 1969/70 | Milán     | Serie A | 28     | 2    | IP            | 3             | 0             | PMEZ+Int.P           | 4+2                  | 0                    | 37     | 2      |
| 1970/71 | Sampdoria | Serie A | 30     | 0    | IP            | 3             | 0             | -                    | 0                    | 0                    | 33     | 0      |
| 1971/72 | Sampdoria | Serie A | 30     | 0    | IP            | 4             | 0             | -                    | 0                    | 0                    | 34     | 0      |
| 1972/73 | Sampdoria | Serie A | 30     | 0    | IP            | 4             | 0             | -                    | 0                    | 0                    | 34     | 0      |
| 1973/74 | Sampdoria | Serie A | 27     | 0    | IP            | 4             | 0             | -                    | 0                    | 0                    | 31     | 0      |
| 1974/75 | Foggia    | Serie B | 25     | 0    | IP            | 0             | 0             | -                    | 0                    | 0                    | 25     | 1      |
| 1975/76 | Foggia    | Serie B | 34     | 0    | IP            | 4             | 0             | -                    | 0                    | 0                    | 38     | 0      |
| 1976    | Foggia    | Serie A | 2      | 0    | IP            | 4             | 0             | -                    | 0                    | 0                    | 6      | 0      |
| 1976/77 | Novara    | Serie B | 29     | 0    | IP            | 0             | 0             | -                    | 0                    | 0                    | 29     | 0      |
| 1977/78 | Novara    | Serie C | 9      | 0    | -             | 0             | 0             | -                    | 0                    | 0                    | 9      | 0      |
| Celkem  | Celkem    | Celkem  | 432    | 17   | -             | 48            | 4             | -                    | 35                   | 3                    | 515    | 24     |

## Hráčské úspěchy

### Klubové
- 2× vítěz italské ligy (1961/62, 1967/68)
- 1× vítěz italského poháru (1966/67)
- 2× vítěz PMEZ (1961/62, 1968/69)
- 1× vítěz poháru PVP (1967/68)
- 1× vítěz Interkontinentálního poháru (1969)

### Reprezentační
- 1× na MS (1966)
- 1× na ME (1968 - zlato)